# Rząd Lionela Aingimea
Rząd Lionela Aingimea – rząd Nauru od 28 sierpnia 2019 składający się z prezydenta będącego na Nauru szefem rządu oraz sześciu ministrów. Składa się (poza prezydentem) jedynie z nowych członków Parlamentu Nauru.

## Skład rządu[1]
| Resorty | Minister                  |
| --- | ------------------------- |
| Prezydent Nauru, Minister Służb Publicznych. Pomniejsze resorty: Spraw Zagranicznych i Handlu, Nauru Police Force, Narodowych Służb Ratunkowych, Telekomunikacji i Mediów, Kontaktów Wielokulturowych, Edukacji, Zagospodarowania Terenu, Nauru Air Corporation, Port Authority of Nauru, Eigigu Solution Corporation, Nauru Phosphate Loyalties Trust, Naoero Postal Services Corporation, Nauru Tourism Corporation, Cenpac Corporation, Nauru RPC Corporation, Eigigu Holdings Corporations Transport Services i Nauru Sports Development. | prezydent Lionel Aingimea |
| Minister asystujący Prezydentowi, Minister Finansów i Zrównoważonego Rozwoju, Transportu i Eigigu Holdings Corporation. | Martin Hunt               |
| Minister Zdrowia, Minister Spraw Wewnętrznych | Isabella Daegago          |
| Minister Handlu, Przemysłu i Środowiska, Zmian Klimatycznych, Rozwoju Infrastruktury | Rennier Gadabu            |
| Minister Sprawiedliwości i Kontroli Granicznej, Minister Sportu | Maverick Eoe              |
| Minister RONPHOS i Nauru Rehabilitation Corporation | Reagan Aliklik            |
| Minister Rybołówstwa i Nauru Utilities Corporation | Wawani Dowiyogo           |

### Ministrowie-asystenci[3]
| Resorty | Minister-asystent  |
| --- | ------------------ |
| Asystent ds. Służb Publicznych, Spraw Zagranicznych i Handlu, Kontaktów Wielokulturowych, Nauru Air Corporation | Asterio Appi       |
| Asystent ds. Finansów, Zrównoważonego Rozwoju, Port Authority of Nauru                                          | Russ Kun           |
| Asystent ds. Zagospodarowania Terenu i Eigigu Holdings Corporation                                              | Bingham Agir       |
| Asystent ds. Edukacji i Naoero Postal Services Corporation                                                      | Richard-Hyde Menke |
| Asystent ds. Zdrowia i Służb Medycznych, Telekomunikacji i Mediów, Cenpac Inc. Corporation                      | Pyon Deiye         |